# Cai Yuanpei
Cai Yuanpei (ur. 11 stycznia 1868 w Shaoxingu, zm. 5 marca 1940 w Hongkongu) – chiński liberalny uczony i pedagog. Zwolennik syntezy myśli chińskiej i zachodniej o poglądach anarchistycznych.

## Życiorys
Był członkiem cesarskiej Akademii Hanlin, działał w ruchu republikańskim. W latach 1912–1913 był pierwszym ministrem edukacji Republiki Chińskiej. W tamtym czasie, utworzono m.in. komisję ds. reform językowych, której zadaniem było rozpoczęcie prac nad fonetycznym systemem do pisania, który miał zastąpić regionalne dialekty. Do komisji został zaproszony m.in. ceniony filolog i również działacz anarchistyczny – Wu Zhihui. Prace komisji zakończyły się stworzeniem fonetycznego pisma bopomofo, które jest do dzisiaj szeroko stosowane.
Na znak sprzeciwu wobec polityki Yuan Shikaia złożył dymisję, po czym wyjechał na studia do Niemiec i Francji. Po powrocie do Chin był w latach 1916–1926 rektorem Uniwersytetu Pekińskiego. Pod jego skrzydłami na uniwersytecie rozwijał się Ruch Nowej Kultury, występujący przeciwko porządkowi konfucjańskiemu i dominacji języka klasycznego w literaturze. W 1919 roku czasowo zrzekł się funkcji rektora na znak solidarności z uczestnikami Ruchu 4 Maja. W 1928 roku założył Academia Sinica, której został pierwszym prezesem.
W 1932 roku na znak sprzeciwu wobec polityki terroru prowadzonej przez rząd Kuomintangu został współzałożycielem Chińskiej Ligi Praw Obywatelskich.